# Расселл, Финн
Финн Аластер Расселл (англ. Finn Alastair Russell; 23 сентября 1992 в Стерлинге) — шотландский профессиональный регбист, флай-хав клуба «Бат» и сборной Шотландии.

## Ранние годы
Расселл начал заниматься регби в любительском клубе «Стерлинг Каунти», совмещая игру с обучением на каменщика. Не окончив своего обучения в 2011 году он перешёл в команду «Фолкерк», а в следующем сезоне в «Эр», с которым в 2013 году сделал дубль, выиграв Премьер-лигу и Кубок Шотландии. После завершения сезона он, будучи участником программы Elite Development и дебютировав в профессиональном регби, вместе с другим перспективным шотландцем Сэмом Идальго-Клайном получил грант имени Джона Макфейла и отправился на четырёхмесячную стажировку в Новую Зеландию. Там Финн выступал за регбийную команду Университета Линкольна, где был признан лучшим игроком сезона, а также получил возможность тренироваться с одной из наиболее успешных провинциальных сборных страны «Кентербери».

## Клубная карьера
Расселл дебютировал за «Глазго Уорриорз» в 2012 году, выйдя на замену в матче Про12 против «Цебре». В том сезоне регбист на поле больше не выходил, а летом уехал на стажировку в Новую Зеландию. Вернувшись он впервые вышел в стартовом составе в игре с «Ньюпорт Гвент Дрэгонс» и в декабре 2013 года подписал с клубом первый профессиональный контракт. Подписание контракта совпало с взлётом молодого игрока — он регулярно выходил в основном составе и был назначен бьющим «Воинов». Финн немало поспособствовал попаданию «Глазго» в первый в своей истории гранд-финал Про12 — его точность обеспечила трудную победу над «Манстером» в полуфинале. Однако в решающей встрече ударов Рассела оказалось недостаточно — «Уорриорз» проиграли «Ленстеру» 34:12; все очки шотландской команды заработал Финн.
В сезоне 2014/15 выступления регбиста стали важным компонентом исторического успеха «Глазго» в Про12. В последнем матче регулярной части сезона дубль Рассела «Ольстеру» помог команде сыграть в полуфинале в родных стенах. Спустя неделю «Воины» вновь встретились с «Ольстером» и одержали победу со счётом 16:14, а Финн забил решающую реализацию. В победном над «Манстером» гранд-финале Расселл занёс попытку и забил четыре реализации. В октябре 2015 года подписал новый трёхлетний контракт с «Воинами».

## Международная карьера
Расселл дебютировал за сборную Шотландии в тестовом матче со сборной США в июне 2014 года. Финн очень быстро завоевал место в основном составе — меньше чем через год, на Кубке шести наций 2015 он провёл на поле четыре встречи. Пятую, против итальянцев, он пропустил из-за грубого захвата в предыдущем матче. Первоначально Расселл получил жёлтую карточку, однако после завершения матча она была заменена на красную и дополнена двухнедельной дисквалификацией. Игрок подал апелляцию в дисциплинарный комитет, однако та была отклонена. Отбыв наказание спортсмен вернулся в основной состав и в матче против сборной Ирландии занёс свою первую попытку за «чертополохов». В том же году Расселл попал в состав сборной на чемпионат мира, где в первом же матче с японцами приземлил попытку и сам же забил реализацию. Всего на турнире провёл четыре из пяти игр сборной.